# Zonopterus scabricollis
Zonopterus scabricollis är en skalbaggsart som beskrevs av Nonfried 1895. Zonopterus scabricollis ingår i släktet Zonopterus och familjen långhorningar. Inga underarter finns listade i Catalogue of Life.